# لجنة الشؤون الخارجية والدفاع (إسرائيل)

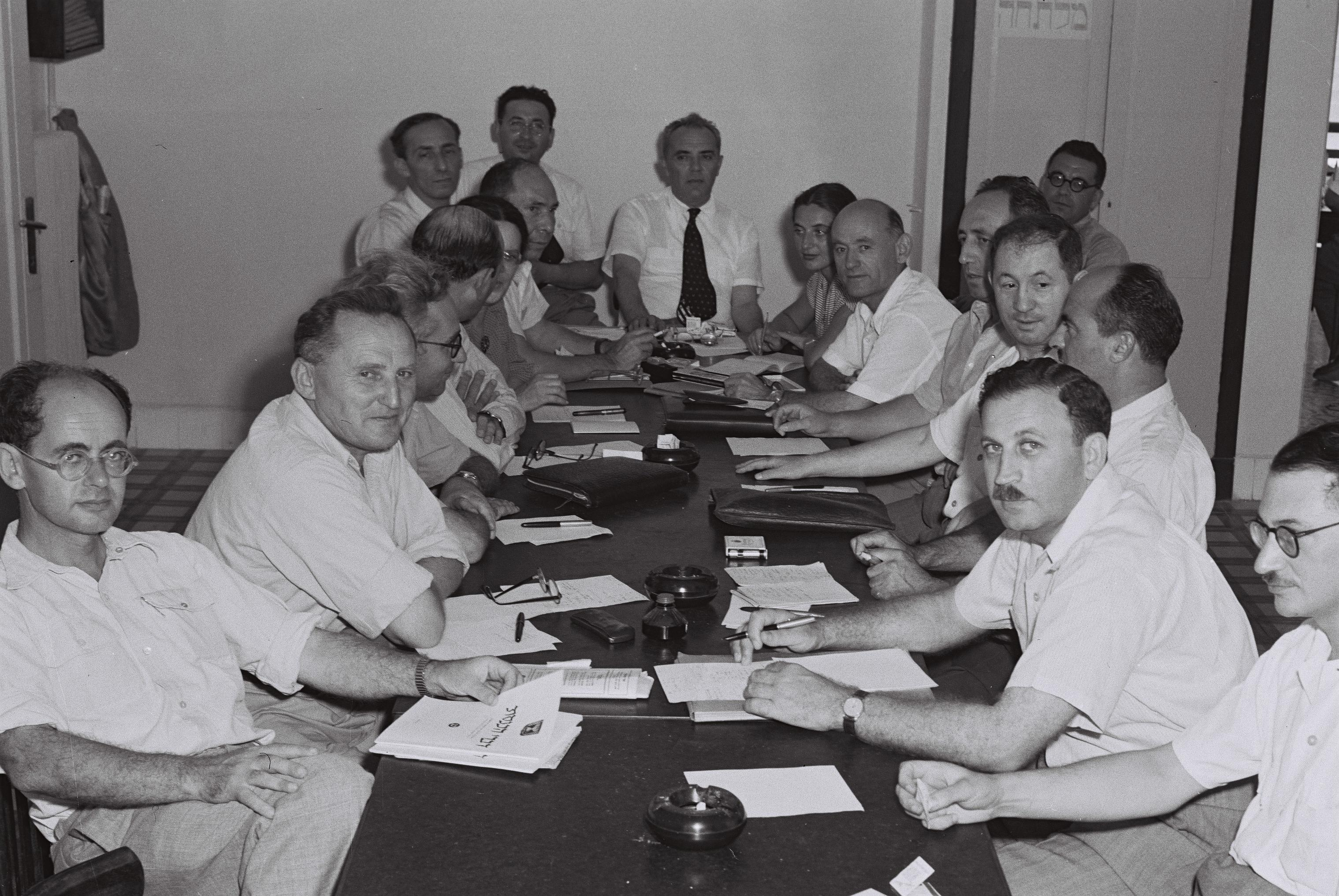
لجنة الشؤون الخارجية والدفاع بالكنيست، 1949

لجنة الشؤون الخارجية والدفاع (بالعبرية: ועדת חוץ וביטחון‏) هي لجنة الكنيست الدائمة التي تشرف على القضايا الخارجية الرئيسية والدفاع في دولة إسرائيل، بما في ذلك صياغة التشريعات والرقابة على الوزارات الحكومية ذات الصلة والموافقة على ميزانياتها، وتعتبر واحدة من أهم لجنتين في الكنيست (الأخرى هي لجنة المالية).

## النشاط
تتم غالبية أنشطة اللجنة في لجانها الفرعية، بينما تعمل اللجنة ككل إلى حد كبير كمنصة إعلامية لكبار صانعي قرارات الدفاع. توافق اللجنة على تشريع واسع النطاق مفوض من قبل اللجنة الفرعية في مجالات الدفاع، والتأهب لحالات الطوارئ، وتوظيف الموارد البشرية في حالات الطوارئ، وعمليات الشاباك الخاصة، وتخصيص معدات الطوارئ، ونشر الجبهة الداخلية، وغيرها من المهام المتعلقة بالأمن والاستخبارات. يُقدم إلى اللجنة ملخصات لكبار صانعي القرار في مجالات الشؤون الخارجية والدفاع والاستخبارات، ورئيس الوزراء ووزير الخارجية ووزير الدفاع ورؤساء الموساد والشاباك وأمان. يعتبر رئيس اللجنة، الذي يقدم تقريراً عن الكثير من الأنشطة الدفاعية للبلاد، أحد أبرز الشخصيات في قوات الأمن، لذلك يعد واحدًا من أكثر المواقع المرغوبة في الكنيست. الجلسات العامة للجنة سرية وجلسات بعض لجانها الفرعية سرية للغاية. وبالتالي تبقى بروتوكولاتها غير منشورة إلى حد كبير. بعد حالات متكررة تم فيها تسريب محتويات الاجتماعات، أصبح أعضاؤها ملزمين بالتوقيع على شهادة سرية. لدى وسائل الإعلام وصول محدود إلى اجتماعات اللجان (في مناسبات محددة) وليس لديها إمكانية الوصول إلى اجتماعات لجانها الفرعية، وتلتزم الحكومة بتقديم موافقة اللجنة على العديد من أنشطة الطوارئ، بما في ذلك تلك المتعلقة أو التي من المحتمل أن تؤدي إلى الحرب. وتجري اللجنة أيضًا جلسات استماع شخصية لصناع القرار الرئيسيين بالدفاع وكذلك جلسات استماع لمشاريع دفاعية محسوسة.

## اللجان الفرعية
| * اللجنة الفرعية للتشريع - اللجنة الفرعية للشؤون الخارجية والدبلوماسية العامة - اللجنة الفرعية للاستخبارات والخدمات السرية - اللجنة الفرعية للعاملين في الجيش الإسرائيلي | - اللجنة الفرعية لنظرية الأمن وبناء القوة - اللجنة الفرعية للاستعداد والأمن الجاري - اللجنة الفرعية لدراسة استعداد الجبهة الداخلية لحالات الطوارئ - اللجنة الفرعية للحرب القانونية |

## الهيئات تحت الإشراف
| - مكتب رئيس الوزراء,والموساد والشاباك - وزارة الدفاع, و الجيش والملماب (ذراع الوزارة الأمني), والصناعات العسكرية وهيئات التطوير | - وزارة الخارجية - مجلس الأمن القومي - وزارة الأمن الداخلي والشرطة (في الشئون الأمنية) |